# 漢鼎書院
漢鼎書院（英語：Han Academy）是香港一所位於港島南區香港仔的全日制私立學校，提供中小學一條龍學位，由慈善機構益利樂生教育基金有限公司創辦。

## 歷史
2017年7月3日，漢鼎書院於取得香港教育局中小學註冊牌照；同年8月4日通過劍橋大學國際考試委員會授權認證，成為劍橋國際課程學校。
2018年10月，獲得劍橋國際考評局、英國文化協會授權，成為KET/PET/FCE/雅思考點。
2019年3月，漢鼎書院成為國際文憑大學預科課程（IBDP）學校。

## 創立背景及校政管理
漢鼎書院由根據香港法例《稅務條例》第88條獲豁免繳稅的慈善團體——「益利樂生教育基金有限公司」（Happy Life Education Foundation Limited）於2017年7月創辦及營運。根據公司註冊處網站搜索，益利樂生教育基金有限公司是2015年4月20日生效的豁免繳稅的慈善團體，漢鼎書院的學費、開支，以至發出的本金券、建校債券，皆由公司處理。
漢鼎書院設立的初衷之一，便是希望內地家庭子女、跨境學童在香港也能接受融匯中西的高質量教育，學生未來無論前往內地亦或海外繼續學習，均能順利銜接。尤其對於不少需要隨父母工作調動而轉學的中資企業子弟來說，兼具內地課程體系和國際課程教學優勢，既重視品德教育，又具有國際視角的漢鼎書院，成為了他們最佳選擇之一。

漢鼎於2017年7月獲得教育局臨時註冊，一個月後中國大陸「搜狐網」便有文章形容該校是「香港中文最好的國際學校」。香港《國安法》實施後一個月，《人民日報海外版》發表題為「這所書院如何成為香港教育中的一股清流」的文章，將該校描繪成新香港的辦學典範，「當香港教育深受『戀殖』『反中』等病毒侵擾時，漢鼎書院顯得與眾不同。在『修例風波』等亂港事件中，該校師生無人參與，並表現出對國家的認同」，認為該校能「紮根於中國傳統文化和歷史根基，來打動學生」。《人民日報》文章更有趣之處，是它某些講法與徐莉的大相徑庭。徐莉解釋學校財政困難時說，「2019年發生的，香港人不知道嗎？多少人離開香港，那我們也受到很大衝擊。隨後就是疫情」，意思就是2019年之後學校情況變差。然而，《人民日報》寫的卻是，「現在180名學生中有一半是香港學生，相當部分是去年『黑暴』之後入學的」，原因是「家長也怕本地的學校會教壞孩子」，理念相近所以入讀。 

## 主要人物
益利樂生教育基金有限公司之公司董事為漢鼎書院的創辦人兼校監徐莉（XU Li），及持內地身份證的徐宏斌（XU Hongbin）。
根據《香港商報》在 2022 年的報道，徐莉受訪時自稱在華中師範大學畢業，2007年通過輸入內地人才計劃來港從事教學工作，獲國際學校弘立書院邀請負責中文課程設計與發展。徐莉並且在訪問中提到，2012年發生的「反國教」風波、2019年修例風波，都令她深思：如何幫助香港年輕人釐清文化血脈和身份。她認為，香港已回歸祖國多年，但人心的回歸卻需要一個春風化雨的過程，「我要在香港創立一所新的國際課程學校，填補香港基礎教育中國際課程學校長期輕視傳統的缺陷，令香港年輕一代擁有根植祖國的胸懷與視野。」 在2020年「十大杰出新香港青年」评委会之中，對於徐莉的介紹為：益利乐生教育基金有限公司董事会主席，汉鼎书院创校校监暨校长，香港优才及专才协会理事长，华中师范大学香港校友会副会长，香港各界文化促进会副会长，香港湖北社团总会副会长，湖北海外联谊会港澳理事。
漢鼎書院校董會當中，除了創辦人暨校監徐莉（Xu Li）為校董會主席之外，校董會另有一位同名的「徐莉」（Eileen Tsui），擔任副主席。副主席徐莉為第十四屆港區全國人大代表，曾於2021年獲香港浸會大學頒榮譽大學院士，獲特區政府頒銅紫荊星章，她並且是吉林省政協常委、香港特區選委、九龍社團聯會理事長、香港廣東社團總會常務副主席等。
漢鼎書院學校官網顯示，校董及顧問不乏前官員、學者或政界人士，例如前屋宇地政署署長陳達文、香港一國兩制研究中心研究總監方舟、立法會建測規界前議員劉秀成、港區人大代表徐莉（與校監同名但不同人）、2021 年特首選委會成員駱勇等。劉秀成接受《Yahoo 新聞》訪問指，他接受校方委託為校舍做建築設計，當時只是作為建築顧問，並無參與校政，不了解學校債券和財政狀況。另外，協成行董事總經理是已故慈善家方潤華之子方文雄，身兼該校校董及顧問。協成行在報道刊出後回覆《Yahoo新聞》指，方文雄因公務繁忙，於 2022 年 11 月離任漢鼎書院校董之職，並獲教育局確認，澄清方文雄現時並無出任漢鼎書院之任何職務。

## 對外贊助
2018年，香港汉鼎书院独家冠名赞助，港漂圈和百川汇联合主办的“第三届十大杰出新香港青年”评选活动，於2018年12月17日在香港金钟举行颁奖典礼。該評選的主要目的，是为表彰全球各地来港的“新香港青年”在香港各领域所取得的成就，以及他们为香港所作的杰出贡献。
2021 年，漢鼎書院主辦的「一帶一路大灣區教育高峰論壇」，獲官媒《新華社》、《人民日報》、《文匯報》、《大公報》報導。同年校監徐莉接受《人民網》訪問，強調學校是旗幟鮮明培養學生家國情懷，「我們把(中共)黨史也是作為中國歷史一部分讓學生學習。」

## 爭議
2024年12月，有家長稱被拖欠建校債券的退款餘額，教育局至12月12日接獲3名家長投訴。漢鼎書院創校校監徐莉表示，需要更多時間募資才能有機會還清債務，學校的辦學團體「益利樂生教育基金」現時欠款約一億元，財赤主因是疫情、收生不足，以及有投資者無落實投資。
2024年12月11日，立法會議員梁熙在電台節目表示，接獲逾50名漢鼎書院家長求助，均購買60萬以上的債券，涉款逾3000萬元。有家長指校方曾承諾每月歸還1萬，但一直無法兌現。同一天，教育局局長蔡若蓮博士在公開場合就記者提問關注漢鼎（書院）的事件，表示正嚴肅跟進。
2024年12月12日，積金局指，漢鼎書院欠交兩個月強積金供款。漢鼎書院未有為約50名員工繳交2024年6月及8月的供款，涉及約25萬元。經積金局跟進後，書院仍未補交，正入稟法院向書院民事申索，為受影響僱員追討拖欠的供款及附加費，並跟進10月和11月的強積金供款。
2024年12月12日，HKET報導，漢鼎書院網站已刪除了管理層及教師資料，相關頁面已不存在。
2025年1月21日，星島日報報導，截至2025年1月19日，已有19名市民報案，稱子女入讀漢鼎書院時購入債券，但未獲全數退還，涉款由上月約620萬元，增至2100萬元，案件已列作求警調查，改由港島總區重案組第一隊跟進，暫時未有人被捕。

## 外部連結
- 官方网站

## 註腳
1. ↑  早在2022年已經發生類似事件[17]